# Acqua demineralizzata
L'acqua demineralizzata (o deionizzata) è un'acqua da cui è stata estratta la componente salina. 
È impiegata nei ferri da stiro (evita il formarsi delle incrostazioni), nelle batterie, negli acquari e nei casi in cui sia consigliato l'uso di acque prive di durezza. L'acqua demineralizzata non è microbiologicamente pura, può contenere perciò batteri e altri microorganismi.

## Metodi di produzione
L'acqua deionizzata può essere prodotta via scambio ionico tramite resine anioniche o cationiche. Tali resine devono essere rigenerate con acido e sostanze caustiche. Per ridurre il costo della rigenerazione per sistemi più grandi, l'acqua prima di venire trattata con le resine a scambio ionico è pretrattata con un'unità di osmosi inversa, che riduce il contenuto salino totale di più del 90% riducendo così il costo dei rigenerante delle resine poste a valle. La fase successiva attraverso gli scambiatori anionici e cationici consiste nel trattamento con scambiatori ionici a letto misto per ridurre ulteriormente la conducibilità elettrica. L'acqua così deionizzata presenta una conduttività di 0,055 μS/cm o una resistività di 18 MΩ·cm in condizioni standard.
I laboratori chimici e fisici utilizzano apparecchiature per demineralizzare ulteriormente l'acqua, che viene chiamata "ultrapura", ciò avviene ad esempio con l'elettrodeionizzazione; il procedimento è però costoso, anche in termini di tempo.